# Столбовое (Еврейская автономная область)
Столбово́е — село в Октябрьском районе Еврейской автономной области. Входит в Полевское сельское поселение.

## География
Село Столбовое стоит на левом берегу реки Столбуха (приток реки Самара, бассейн Амура).
Дорога к селу идёт на север от села Екатерино-Никольское, расстояние около 20 км.
От села Столбовое на запад идёт дорога к селу Союзное, а на восток — к селу Полевое.

## История
Село основано в 1881 году выходцами из поселения села Радде.

## Инфраструктура
В селе имеются отделение связи, основная школа с детским садом, фельдшерско-акушерский пункт, ветеринарный пункт, библиотека, дом культуры. Основные предприятия — ООО «Старт» и крестьянские хозяйства «Кедр», «Надежда». В 2010 гг. нет ни одного совхоза, работают китайские гастарбайтеры.

## Население
| 1901 | 1917 | 1923 | 1924 | 1926 | 2002 | 2010 |
| ---- | ---- | ---- | ---- | ---- | ---- | ---- |
| 304  | ↗443 | ↗531 | ↘514 | ↗660 | ↘431 | ↘304 |

| 1891 | 2002 | 2010 |
| ---- | ---- | ---- |
| 160  | 431  | 304  |

## Уроженцы
- Матвеев, Тимофей Александрович (род. 2002) — российский военнослужащий, гвардии ефрейтор, Герой Российской Федерации.